# Малоникольск (Марий Эл)
 Малоникольск  — опустевшая деревня в Советском районе Республики Марий Эл. Входит в состав Михайловского сельского поселения.

## Географическое положение
Находится в центральной части республики Марий Эл на расстоянии приблизительно 12 км по прямой на юго-запад от районного центра посёлка Советский.

## История
Основана была переселенцами из деревни Большеникольск. В 1956 году здесь было 25 домов, проживали 74 жителя, в 1980 году осталось только 7 хозяйств с населением 28 человек. В 2003 году здесь оставался только один дом, проживала одна семья. В советское время работали колхозы «Заря», имени Сталина, позднее «Заветы Ильича».

## Население
Население составляло 2 человека (100 % мари) в 2002 году, 0 в 2010.